# Zlatoust
Zlatoust (tiếng Nga: Златоуст) là một thành phố Nga. Thành phố này thuộc chủ thể Chelyabinsk Oblast. Thành phố có dân số 194.551 người (theo điều tra dân số năm 2002. Đây là thành phố lớn thứ 94 của Nga theo dân số năm 2002.